# Канаканабский язык
Канаканабский язык — южноцзоуский язык (en:Tsouic languages; центральнотайваньские языки) местных жителей Тайваня канаканабу. Принадлежит к тайваньским языкам австронезийской семьи.